# Мамбаи (народ)

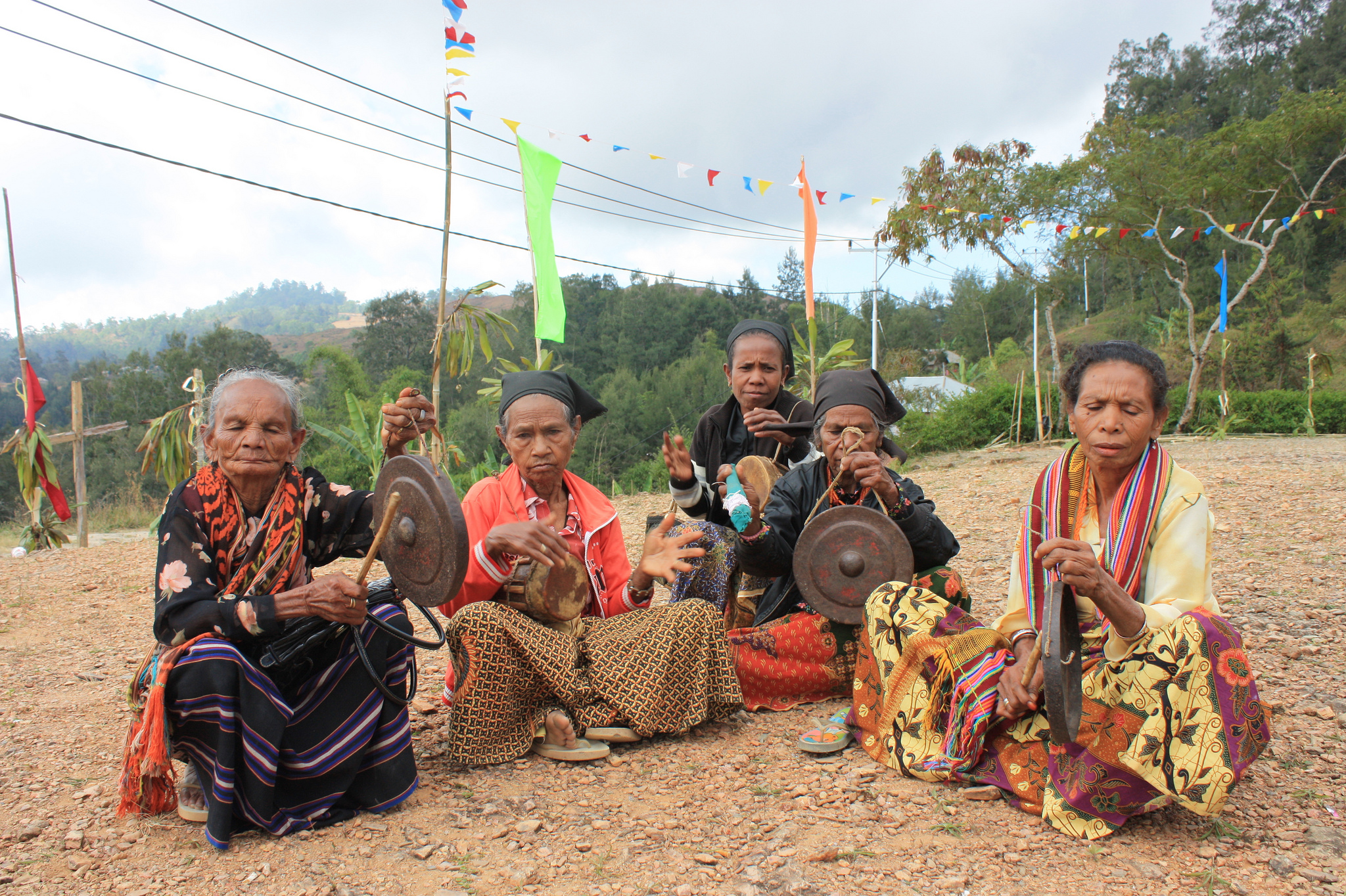
Оркестр перед церковью в Суко-Дукурай, подрайон Летефоху, округ Эрмера, Восточный Тимор

Мамба́и, также мамба́е или манба́е (порт. mambai) — амбоно-тиморский народ, вторая по численности после тетумов этническая группа Восточного Тимора. Первоначально они были известны как маубере на португальском языке, поскольку Маубере или Мау Бере — это широко распространённое мужское имя среди мамбаев.

## Территория расселения

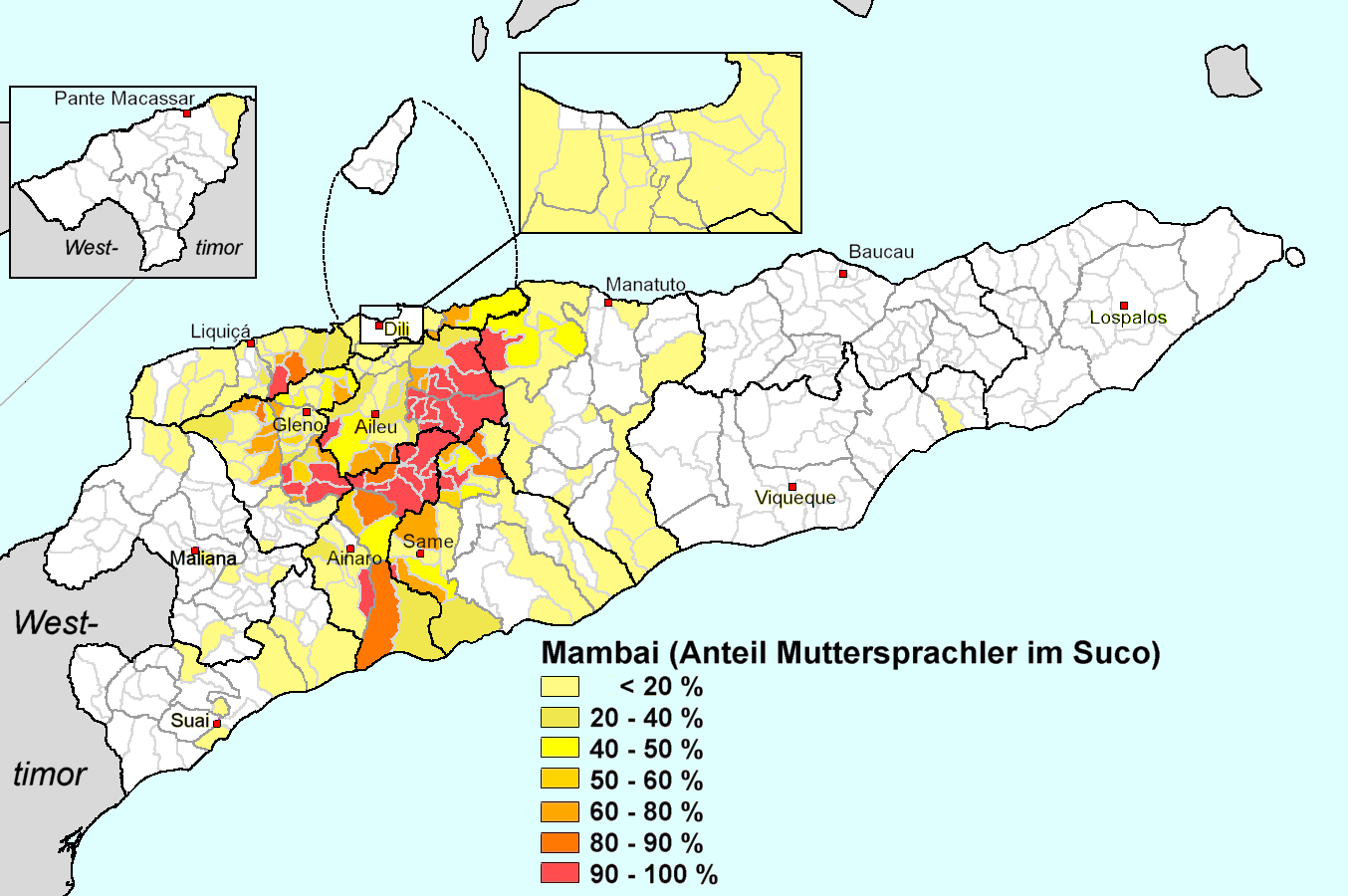
Процент людей, использующих Мамбай (Восточный Тимор) в качестве родного языка в Сукосы Восточного Тимора, согласно переписи 2010 года

Численность мамбаев составляет около 80 тыс. человек, проживающих от внутренних районов округа Дили до южного побережья страны, в особенности в округах Айнару и Мануфахи. Основными центрами расселения являются Эрмера, Айлеу, Ремешиу, Турискай, Маубиссе, Айнару и Саме. Среди выходцев из Восточного Тимора в Австралии мамбаи являются одной из основных этнических групп.

## Культура
Язык мамбай принадлежит к тиморской группе центрально-малайско-полинезийской ветви в составе центрально-восточно-малайско-полинезийской надветви австронезийской семьи языков. Это второй по распространённости родной язык в Восточном Тиморе, на котором говорят 195 778 человек.
Типичными жилищами являются круглые дома с коническими крышами, мамбаи выращивают кукурузу, рис и корнеплоды.

## Известные мамбаи
- Франсишку Шавьер де Амарал[5].
- Мануэл Тилман[англ.][6].
- Лусия Лобату[англ.][7].
- Фернанду ди Араужу[7].